# Майя (звезда)
Майя (20 Tauri, 20 Tau) — звезда в скоплении Плеяд, одном из двух звёздных скоплений в созвездии Тельца, видимых невооружённым глазом. Одна из «Семи Сестёр».

## Физические характеристики
Видимая звёздная величина +3,87m ставит эту звезду на четвёртое место в списке самых ярких звёзд скопления Плеяд (после Альционы, Атласа и Электры). Расстояние от Земли — 385 световых лет.
Майя — бело-голубой гигант спектрального класса B (B8). Звезда излучает в 660 раз больше энергии, чем Солнце, а её радиус больше солнечного в 5,5 раз. Температура поверхности составляет 12 600 K (12 330° по Цельсию).
Майя, как и всё скопление Плеяд, погружена в газопылевую туманность. Область этой туманности, подсвечиваемая Майей, известна как NGC 1432.

## Происхождение названия
В древнегреческой мифологии Майя — одна из семи дочерей Атланта и Плейоны.

## В литературе
Эта звезда упоминается в первой книге про Мэри Поппинс писательницы П. Трэверс, изданной в 1934 году. В этой книге звезда Майя прилетает в Англию накануне Рождества за подарками для других звёзд в созвездии.